# Seven de Dubái 1999
El Seven de Dubái de 1999 fue la primera edición del torneo de rugby 7, fue el primer torneo de la primera temporada de la Serie Mundial Masculina de Rugby 7.
Se disputó en la instalaciones del Dubái Exiles Rugby Ground.

## Fase de grupos

### Grupo A
| Equipo        | Encuentros | Encuentros | Encuentros | Encuentros | Tantos  | Tantos    | Tantos     | Puntos |
| Equipo        | jugados    | ganados    | empatados  | perdidos   | a favor | en contra | diferencia | Puntos |
| ------------- | ---------- | ---------- | ---------- | ---------- | ------- | --------- | ---------- | ------ |
| Nueva Zelanda | 3          | 3          | 0          | 0          | 106     | 0         | +106       | 9      |
| Tonga         | 3          | 2          | 0          | 1          | 59      | 35        | +24        | 7      |
| Escocia       | 3          | 1          | 0          | 2          | 47      | 94        | −47        | 5      |
| Marruecos     | 3          | 0          | 0          | 3          | 19      | 102       | −83        | 3      |

Nota: Se otorgan 3 puntos al equipo que gane un partido, 2 al que empate y 1 al que pierda

### Grupo B
| Equipo   | Encuentros | Encuentros | Encuentros | Encuentros | Tantos  | Tantos    | Tantos     | Puntos |
| Equipo   | jugados    | ganados    | empatados  | perdidos   | a favor | en contra | diferencia | Puntos |
| -------- | ---------- | ---------- | ---------- | ---------- | ------- | --------- | ---------- | ------ |
| Fiyi     | 3          | 3          | 0          | 0          | 114     | 22        | +92        | 9      |
| Canadá   | 3          | 2          | 0          | 1          | 65      | 52        | +10        | 7      |
| Zimbabue | 3          | 1          | 0          | 2          | 52      | 86        | −34        | 5      |
| Georgia  | 3          | 0          | 0          | 3          | 20      | 88        | −68        | 3      |

### Grupo C
| Equipo         | Encuentros | Encuentros | Encuentros | Encuentros | Tantos  | Tantos    | Tantos     | Puntos |
| Equipo         | jugados    | ganados    | empatados  | perdidos   | a favor | en contra | diferencia | Puntos |
| -------------- | ---------- | ---------- | ---------- | ---------- | ------- | --------- | ---------- | ------ |
| Australia      | 3          | 3          | 0          | 0          | 92      | 20        | +72        | 9      |
| Francia        | 3          | 2          | 0          | 1          | 78      | 32        | +46        | 7      |
| Estados Unidos | 3          | 1          | 0          | 2          | 37      | 67        | −30        | 5      |
| Kenia          | 3          | 0          | 0          | 3          | 12      | 100       | −88        | 3      |

### Grupo D
| Equipo    | Encuentros | Encuentros | Encuentros | Encuentros | Tantos  | Tantos    | Tantos     | Puntos |
| Equipo    | jugados    | ganados    | empatados  | perdidos   | a favor | en contra | diferencia | Puntos |
| --------- | ---------- | ---------- | ---------- | ---------- | ------- | --------- | ---------- | ------ |
| Sudáfrica | 3          | 3          | 0          | 0          | 72      | 28        | +44        | 9      |
| Samoa     | 3          | 2          | 0          | 1          | 66      | 25        | +41        | 7      |
| Japón     | 3          | 1          | 0          | 2          | 50      | 85        | −35        | 5      |
| Hong Kong | 3          | 0          | 0          | 3          | 26      | 76        | −50        | 3      |

## Fase Final

### Cuartos de final
| 3 de diciembre | Nueva Zelanda | 21 - 19 | Canadá |  |  |

| 3 de diciembre | Sudáfrica | 24 - 0 | Francia |  |  |

| 3 de diciembre | Samoa | 21 - 12 | Australia |  |  |

| 3 de diciembre | Fiyi | 50 - 5 | Tonga |  |  |

### Semifinal
| 3 de diciembre | Nueva Zelanda | 31 - 0 | Sudáfrica |  |  |

| 3 de diciembre | Samoa | 14 - 21 | Fiyi |  |  |

### Final
| 3 de diciembre | Nueva Zelanda | 38 - 14 | Fiyi |  |  |

| Bandera de Nueva Zelanda |
| Campeón Nueva Zelanda    |
| 1º título del circuito   |